# Valley Girl
Valley Girl é uma canção do músico estadunidense Frank Zappa. Foi lançada juntamente com o álbum Ship Arriving Too Late to Save a Drowning Witch, de 1982.
A voz feminina que canta esta música é da filha do Zappa, Moon Unit Zappa. Ela cantou esta música quando tinha 14 anos.
Esta é a única música do Zappa que chegou ao Top 40 Singles da Billboard nos Estados Unidos.

## Paradas Musicais
| Canção        | Parada Musical  | Posição |
| ------------- | --------------- | ------- |
| "Valley Girl" | Mainstream Rock | 12      |
| "Valley Girl" | Pop Singles     | 32      |

### Prêmios e Indicações
| Ano  | Música        | Álbum                                           | Indicação                                                     | Resultado | Observação                      | Ref.  |
| ---- | ------------- | ----------------------------------------------- | ------------------------------------------------------------- | --------- | ------------------------------- | ----- |
| 1983 | "Valley Girl" | Ship Arriving Too Late to Save a Drowning Witch | Grammy Awards - Best Rock Vocal Performance by a Duo or Group | Indicado  | Em conjunto com Moon Unit Zappa | [ 2 ] |